# Kocee
Kocee, anciennement Ko-c, de son vrai nom Njang Mengu Collins, né le 18 novembre 1992 à Kumba, est un rappeur, chanteur, acteur et auteur-compositeur camerounais.

## Biographie

### Famille, enfance et études
Originaire de Bafut, région du Nord-Ouest du Cameroun, Njang Mengu Collins naît le 18 novembre 1992 à Kumba, région du Sud-Ouest. Il est le dernier d'une fratrie de dix enfants. Son père, Njang Lucas, est un ingénieur mécanicien à la retraite et un ancien chauffeur de taxi commercial. Kocee est issu d'une famille polygame de trois épouses. La mère de Kocee, Njang Sirri Deborah, infirmière, est la troisième épouse et la seule encore en vie. Kocee suit sa scolarité primaire à la Victory Nursery and Primary School, Mbonge Road à Kumba, s'inscrit à la GBHS puis au CCAST Kumba, où il obtient son A-Level. En 2014, il s'installe à Buéa pour étudier. Il fréquente l'Institut supérieur d'études de gestion (HIMS) de Molyko, à Buéa, où il obtient un premier diplôme en gestion.

### Débuts et carrière
Kocee débute dans la musique en écrivant des chansons et en les envoyant à ses amis pour qu'ils les commentent. Il écrit sa première chanson Town Player à l'âge de 20 ans. Il commence sa carrière musicale en 2015 en rejoignant le groupe Preach It Movement (PIM) Boys. En juillet 2015, le groupe signe avec BTS Empire, un label de musique basé aux États-Unis et dirigé par Valo Valery. En mars 2016, le groupe sort son premier single intitulé Ici Au Kamer, qui connaît un grand succès. Cependant, le groupe ne dure pas et se sépare la même année. En novembre 2016, Kocee attire l'attention du label Rawget Music, qui le signe. La même année, il sort son premier single en tant qu'artiste solo intitulé Balancé.
En 2017, Kocee quitte Rawget Music et rejoint le label Big Dreams Entertainment. Il signe un contrat de 3 ans avec Big Dreams Entertainment, ce qui permet à sa carrière de prendre de l'ampleur dans l'industrie musicale. Son single I Love You avec son partenaire de label Locko est la chanson qui s'est avérée être le tournant de sa carrière,. Il se fait connaître davantage sur la scène nationale et internationale en 2018 grâce au succès de son single Balancé Remix en collaboration avec le rappeur Tenor,,. La chanson compte plus de 9 millions de vues sur YouTube. Il passe trois ans chez Big Dreams Entertainment et décide en 2020 de devenir indépendant en créant son propre label, Power House Entertainment.
En octobre 2022, Ko-c sort Genesis, son premier album studio.

## Discographie

### Album
- 2022 : Genesis

### Singles
- 2016 : Balancé
- 2017 : I Love You ft. Locko
- 2017 : Laisse Moi Passer
- 2017 : Bollo C'est Bollo
- 2018 : Caro
- 2018 : Balance Remix ft. Tenor
- 2018 : Sango ft. Fanicko
- 2019 : Ça a Cuit
- 2019 : On S'en Fout ft. Ariel Sheney
- 2020 : Alright
- 2020 : Mon Pala Pala
- 2020 : President du Rap-publique
- 2020 : Ghana Must Go
- 2020 : Caleçon ft. Coco Argentée
- 2021 : Chill
- 2021 : La Galère
- 2022 : Quand j'aurai l'argent ft Innoss-B
- 2023 : Deux Œufs Spaghetti
- 2023 : Paolo ft. Longuè Longuè
- 2023 : Mama
- 2024 : Amen

### Collaborations
- 2020 : Hosanna (Makon)
- 2021 : Ma vie  (REMii)
- 2022 : Bogolo (Vivid)
- 2022 : Aimer (Blanche Bailly)
- 2022 : Landé (Fadil le Sorcier)
- 2023 : Ton comportement (Mink's)
- 2024 : Credit Alert (Patoranking)
- 2025 : Stranger (KS Bloom)

## Filmographie
- 2023 : Nganù